# Estat frontissa

Estats frontissa en les eleccions presidencials dels Estats Units de 2020.
Joe Biden va guanyar aproximadament per un 4̤% en l'escrutini total.
Llegenda :
Estats inclinats cap al candidat demòcrata Joe Biden per < 5 %
Estats inclinats cap al candidat republicà Donald Trump per < 5 %
Estats inclinats cap Biden per 5–10 %
Estats inclinats cap Trump per 5–10 %
Estats inclinats cap Biden per > 10 %
Estats inclinats cap Trump per > 10 %

Un estat frontissa (en anglès swing state), també anomenat estat en disputa (battleground state) o estat porpra (purple state), és, en la política presidencial dels Estats Units, una expressió mediàtica per referir-se a aquells estats que no tenen un candidat clar en les enquestes. L'expressió d'estat porpra ve del fet que un estat que no és clarament majoritàriament demòcrata (blau) ni majoritàriament republicà (vermell), és per tant "porpra", ja que aquest color és el resultat de barrejar vermell i blau en una paleta.
Aquests estats solen ser els objectius primordials dels dos grans partits en les eleccions presidencials, el candidat que guanyi en aquests estats té majors possibilitats de guanyar les eleccions. D'altra banda els "estats no frontissa" solen anomenar-se també "estats segurs" (safe states) ja que se sap, a través d'enquestes o per tradició de vot, el candidat que serà triat per aquest estat.
La existència d'estats frontissa i segurs es deu al fet que elpresident dels Estados Unidos no és elegit per vot directe, sinó que elsl ciutadans elegeixen els memebre del Col·legi Electoral. Excepte a Maine i Nebraska, tots els electors d'un estat s'assignen al partit que ha obtingut més vots en aquest estat. Per tant, un estat es considera segur si les enquestes donen que un partit té una gran avantatge respecte l'altre, i en cas contrari es considera frontissa.
Com a conseqüència, la campanya electoral se centra en els estats frontissa, on tots dos partits consideren que tenen oportunitats de guanyar. En canvi, en els estats segurs la campanya és molt més reduïda. Entre els estats segurs, hi ha els tres més poblats Califòrnia (demòcrata), Texas (republicana) i Nova York (demòcrata).